# Zabrđe (Priboj)
Zabrđe (Servisch cyrillisch Забрђе) is een plaats in de Servische gemeente Priboj. De plaats telt 350 inwoners (2002).